# شركة مساهمة عامة (S.A)

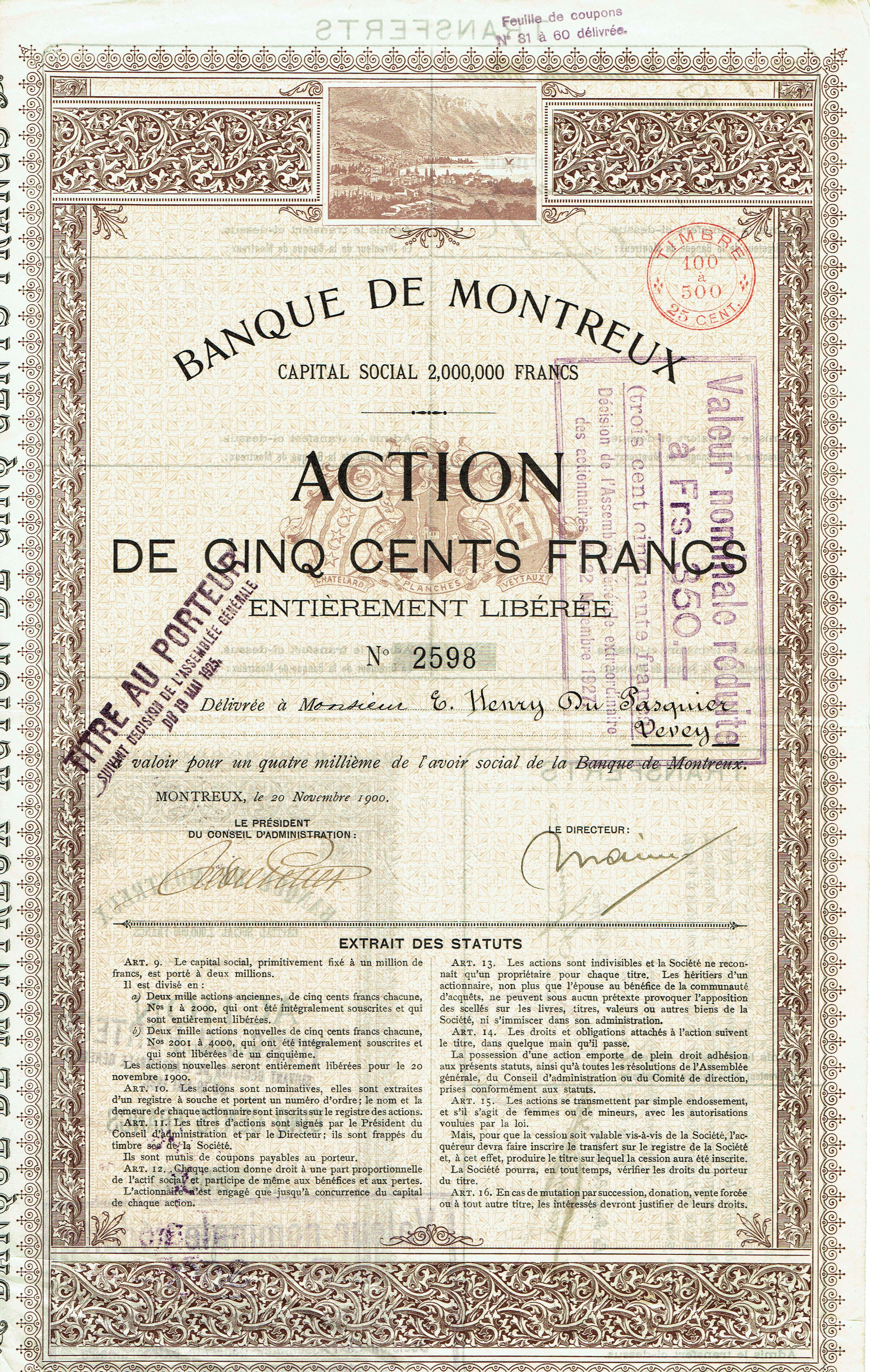
حصة من بنك مونترو، الصادر في 20 نوفمبر 1900. كانت شركة من نوع ش.م. Société anonyme شائعا في سويسرا في هذا الوقت.

شركة مساهمة عامة (S.A) (بالفرنسية: Société anonyme) هي نوع من الشركات من نوع شركة مساهمة عامة في بعض البلدان، والاختصار بالأحرف اللاتينية هو اختصار لكلمات عدة في الدول التي تستخدم اللغات الرومانسية كلغتها الرسمية، وطبقا للقانون المدني. فهذا يعني شركة مجهولة أو شراكة مجهولة أو شركة مساهمة، وهي تعادل تقريبًا مصطلح شركة عامة محدودة في قانون الشركات في المملكة المتحدة وشركة عامة في قانون الشركات بالولايات المتحدة. وهي تختلف عن الشراكات والشركات الخاصة المحدودة.
في الأصل، يمكن أن يكون المساهمون مجهولين ويجمعون الأرباح عن طريق تسليم القسائم المرفقة بشهادات أسهمهم. وبالتالي يتم دفع أرباح الأسهم لمن يحمل الشهادة، ويمكن تناقل شهادات الأسهم بشكل خاص بين المساهمين، لذا لن تعرف إدارة الشركة بالضرورة من يملك أسهمها.
وهي مثل نوع من الصكوك يسمى السندات لحاملها، الذي يسبب ملكية الأسهم المجهولة غير المسجلة وتحصيل الأرباح من غسيل الأموال والتهرب الضريبي والمعاملات التجارية الخفية بشكل عام، لذلك أصدرت الحكومات قوانين لتدقيق هذه الممارسة.
في الوقت الحاضر، المساهمون في شركات المساهمة العامة ليسوا مجهولين، على الرغم من أنه لا يزال من الممكن الاحتفاظ بالأسهم من قبل الشركات القابضة من أجل إخفاء المستفيد.

## الفرق بين الشركة المساهمة والشركة ذات المسئولية المحدودة
تختلف الشركة العامة المساهمة عن الشركة ذات المسئولية المحدودة في النقاط التالية:
- للشركة المساهمة صلاحية الاقتراض عن طريق إصدار الأوراق المالية
- حصص الشركاء في الشركة المساهمة تكون على هيئة أسهم يُمكن تداولها
- للشركة المساهمة صلاحية العمل في الاستثمار لحساب الغير وممارسة أعمال البنوك والتأمين
- لها الحق في زيادة رأسمالها أو تأسيسها في الأصل من خلال دعوة الجمهور للاشتراك في الشركة بما يُسمى الاكتتاب العام.
- يسهل تداول أسهمها بطرحها للبيع أو الشراء في السوق

## الاختصار في المنطقة العربية
- في مصر تكتب بالعربية ش.م.م.، وبالفرنسية (وفي السياقات الإنجليزية) SAE، بمعنى "شركة مساهمة مصرية" و-"Société anonyme égyptienne"، على التوالي.
- في دول عربية أخرى يتم كتابة شركة مساهمة عامة ذات مسؤولية محدودة ش.ذ.م.م

## الاختصار في بلدان مختلفة من العالم
يمكن أن يكون الرمز اللاتيني SA اختصارًا لـ:
- سوسيداد جانونيما Sociedade Anónima بلغة الجاليكية والبرتغالية الأوروبية (المستخدمة في البرتغال وتيمور الشرقية وماكاو ولوسوفون إفريقيا )
  - سوسيداد جانونيما Sociedade Anônima في البرتغالية البرازيلية (المستخدمة في البرازيل )
- سوسيادا أنونيما Sociedá Anónima في أستوريان وليوني
- سوسياتات أنونيما Societat Anònima في الكاتالونية
- سوسيتيه أنونيم (Société anonyme (SA بالفرنسية (مستخدم في البلدان الناطقة بالفرنسية مثل فرنسا (بما في ذلك بولينيزيا الفرنسية وكاليدونيا الجديدة) وموناكو ؛ وأيضًا في البلدان الفرنكوفونية جزئيًا و/أو الدول التي تعتبر الفرنسية واحدة من لغاتها الرسمية مثل بلجيكا (حيث يعادل ناملوز فينوتسخا ناملوز فينيتشخاب  [لغات أخرى]‏)، لوكسمبورغ (يمكن التعرف عليه أيضًا في اللوكسمبورغية باسم أكتنيزيلشافت Aktiegesellschaft)، هايتي، سويسرا (حيث تعادل أكتينجيسلشافت أو مجتمع Società Anonima) وكذلك لبنان ومصر وتونس والمغرب وموريتانيا والسنغال وساحل العاج والجزائر ودول أفريقية أخرى)
  - سوسيتيه با آسيون Société par actions في الفرنسية الكندية
- سوسيتا أنونيما Società Anonima باللغة السويسرية الإيطالية (في إيطاليا حلت محلها Società per azioni، SpA، منذ عام 1942)
- سوسيداد أنونيما Sociedad Anónima أو سوسيداد بور أكتتيونس Sociedad por Acciones باللغة الاسبانية
  - يأخذ القانون المكسيكي في الاعتبار أيضًا تنوع أسهم الشركات، مما أدى إلى تحول معظم شركات المساهمة ش.م. SA إلى نوع يسمى «شركة مساهمة ذات رأس مال متغير» أو باللغة الأسبانية: Sociedad Anónima de Capital Variable (SA de CV)، أو Sociedad Anónima Bursátil de Capital Variable (SAB de CV) وهي الشركات المطروحة للتداول العام.
  - المكسيك لديها أيضا Sociedad de Responsabilidad Limitada de Capital Variable (S.R.L. de C.V.)، وهو ما يماثل الشركة ذات المسؤولية المحدودة.
- سبوكا أكسينا Spółka Akcyjna في البولندية
- سوسيتات بي أكتيوني Societate pe Acțiuni في الرومانية

المصطلح اليوناني أنونيمي ايتريا Anonymi Etaireia (Ανώνυμη Εταιρεία، AE) تم ترجمته رسميًا إلى SA باللغات الإنجليزية والأجنبية.
وفي اللغات الأجنبية الأخرى يتم تغيير الحرفين SA إلى إلى حرفين آخرين بتلك اللغات لتكافئ نفس المعنى الحرفي والوظيفة لـ:
- في اللغة الهولندية يتم استخدام (ناملوز فينيتشخاب  [لغات أخرى]‏ (N.V.
- في اندونسيا يتم استخدام (P.T. Tbk) اختصارا للكلمات Perseroan Terbatas Terbuka
- في ماليزيا يتم استخدام (Bhd.) اختصار لـ Berhad
- في اللغة التركية يتم استخدام (A.Ş.) اختصارا لـ Anonim Şirket
- في دولة فينزويلا يتم استخدام (C.A) اختصارا لـ Corporación anónima

والحرفان يكافئان في الوظيفة لـ:
| الدولة / اللغة                                    | الاختصار           | أسم الاختصار                                                                                                |
| ------------------------------------------------- | ------------------ | --- |
| الألبانية                                         | (Sh.a)             | Shoqëri Aksionare                                                                                           |
| الكرواتية والبوسنية                               | (d.d.)             | Dioničko društvo                                                                                            |
| البلغارية                                         | (АД)               | Акционерно дружество, Aktsionerno druzhestvo                                                                |
| المقدونية                                         | (АД)               | Акционерско друштво, Aktsionersko drushtvo                                                                  |
| التشيكية                                          | (a.s.)             | Akciová společnost                                                                                          |
| الدنماركية                                        | (A/S)              | Aktieselskab                                                                                                |
| بالفنلندية                                        | (Oy)               | Osakeyhtiö                                                                                                  |
| الإستونية                                         | (AS)               | Aktsiaselts                                                                                                 |
| الألمانية                                         | (AG)               | Aktiengesellschaft                                                                                          |
| المجرية                                           | (Rt)               | Részvénytársaság                                                                                            |
| الأيسلندية                                        | (Hf)               | Hlutafélag                                                                                                  |
| الهند                                             | (LTD.)             | Public Limited - العامة المحدودة                                                                            |
| المملكة المتحدة وأيرلندا والعديد من دول الكومنولث | (plc)              | Public limited company - شركة عامة محدودة                                                                   |
| اليابان                                           | (K.K.) أو 株式会社 | Kabushiki gaisha                                                                                            |
| كوريا                                             | (J) أو 주식회사    | Jusighoesa                                                                                                  |
| لاوس                                              | (S.A.L.)           | Société anonyme laotienne                                                                                   |
| الليتوانية                                        | (AB)               | Akcinė bendrovė                                                                                             |
| اللاتفية                                          | (AS)               | Akciju sabiedrība                                                                                           |
| النرويجية                                         | (AS)               | Aksjeselskap                                                                                                |
| الروسية                                           | (AO)               | Акционерное общество, Aktsionernoye obshchestvo                                                             |
| الصربية                                           | (d.d.) أو (a.d.)   | Деоничарско друштво, Deoničarsko društvo , Акционарско друштво, Akcionarsko društvo                         |
| السلوفاكية                                        | (a.s.)             | Akciová spoločnosť                                                                                          |
| السلوفينية                                        | (d.d.)             | Delniška družba                                                                                             |
| السويدية                                          | (AB)               | Aktiebolag                                                                                                  |
| الأوكرانية                                        | (AT)               | Акціонерне товариство, Aktsionerne tovarystvo                                                               |
| الولايات المتحدة الأمريكية                        | (Inc.)             | Publicly traded company or Incorporated - على الرغم من أن المصطلح السابق لا يظهر في أسماء الكيانات التجارية |
| أندورا                                            | (C.A.)             | Compañía Anónima                                                                                            |
| كمبوديا                                           | (S.A.C.)           | ក.អ(ក្រុមហ៊ុនអនាមិក) - Société anonyme cambodgienne                                                               |
| فيتنام                                            | Công ti cổ phần    | Công ti cổ phần                                                                                             |

## روابط خارجية
- جلوبال ويتنس على الشركات المجهولة نسخة محفوظة 3 أبريل 2015 على موقع واي باك مشين.